# Посольство України в Гані
Посольство України в Гані (англ. Embassy of Ukraine in Ghana) — дипломатична місія України в Республіці Гана, розміщена в Аккрі. Розпочало роботу в грудні 2023 року.

## Завдання посольства
Основне завдання Посольства України в Республіці Гана — представляти інтереси України, сприяти розвиткові політичних, економічних, культурних, наукових та інших зв'язків, а також захищати права та інтереси громадян і юридичних осіб України, які перебувають на території Республіки Гана.
Посольство сприяє розвиткові міждержавних відносин між Україною і Ганою на всіх рівнях, з метою забезпечення гармонійного розвитку взаємних відносин, а також співробітництва з питань, що становлять взаємний інтерес. Посольство виконує також консульські функції.

## Історія дипломатичних відносин
Після проголошення незалежності Україною 24 серпня 1991 року Гана визнала Україну 22 квітня 1992 року. Дипломатичні відносини між країнами встановлено 17 червня 1992 року.
Перші контакти на міжнародному рівні були спрямовані на розвиток економічної, політичної та культурної співпраці. З часом співпраця розширилась у сферах торгівлі, освіти, медицини та інновацій. Зокрема, українські освітні установи стали популярними серед студентів з Гани, що сприяло подальшому зміцненню культурних зв’язків між двома країнами.
До грудня 2023 року Республіка Гана належала до зони відповідальності Посольства України в Тунісі та Посольства України у Нігерії (консульські питання).

## Керівники дипломатичної місії
1. Скоропад Олег Михайлович (2006—2009), за сумісництвом з резиденцією в місті Абуджа (Нігерія).[5]
2. Александрук Валерій Євгенович (2016—2019), за сумісництвом з резиденцією в місті Абуджа (Нігерія).[6]